# Persistente Homologie
Persistente Homologie ist eine algebraische Methode, um topologische Eigenschaften von Daten zu erkennen.
Daten sind in der Regel als diskrete Punktmengen gegeben und haben insoweit keine interessante Topologie. Man kann ihnen aber ihren Vietoris-Rips-Komplex zukommen lassen, indem man für eine feste Zahl {\displaystyle d} Punkte vom paarweisen Abstand kleiner {\displaystyle d} zu Simplizes zusammenfasst. Für sehr kleine {\displaystyle d} erhält man eine diskrete Menge und für sehr große {\displaystyle d} einen vollständigen Simplizialkomplex mit trivialer (d. h. zusammenziehbarer) Topologie. Für dazwischenliegende Werte von {\displaystyle d} können "Löcher" (nichttriviale Elemente in Homologiegruppen) erscheinen und wieder verschwinden. Die "Persistenz" einer Homologieklasse besteht aus Intervallen {\displaystyle (d_{1},d_{2})}: die Homologieklasse erscheint beim Maßstab  {\displaystyle d_{1}} und verschwindet wieder beim Maßstab {\displaystyle d_{2}}. Die Gesamtheit dieser Intervalle nennt man den "Strichcode" der Homologieklasse. Die Strichcodes einer Datenmenge sind stabil unter geringfügigen Störungen der Daten.

## Definition
Gegeben sei ein Simplizialkomplex {\displaystyle K} mit einer Filtrierung
{\displaystyle \emptyset =K_{0}\subseteq K_{1}\subseteq \cdots \subseteq K_{n}=K}.
Für {\displaystyle 0\leq i\leq j\leq n} induziert die Inklusion {\displaystyle K_{i}\hookrightarrow K_{j}} einen Homomorphismus {\displaystyle f_{p}^{i,j}:H_{p}(K_{i};\mathbb {Z} /2\mathbb {Z} )\rightarrow H_{p}(K_{j};\mathbb {Z} /2\mathbb {Z} )} der simplizialen Homologiegruppen für jede Dimension {\displaystyle p}. Man sagt, dass eine Homologieklasse {\displaystyle \alpha \in H_{p}(K_{i};\mathbb {Z} /2\mathbb {Z} )} in {\displaystyle K_{i}} geboren wird, wenn sie nicht im Bild von {\displaystyle f_{p}^{i-1,i}} ist, und man sagt, dass sie in {\displaystyle K_{j}} stirbt, wenn {\displaystyle f_{p}^{i,j-1}(\alpha )\not =0} und {\displaystyle f_{p}^{i,j}(\alpha )=0}. Man bezeichnet dann {\displaystyle j-i} als Persistenz der Homologieklasse {\displaystyle \alpha } und {\displaystyle \left[i,j\right)} als ihr Persistenzintervall.
Das Persistenzdiagramm (in Dimension {\displaystyle p}) ordnet jeder Zahl {\displaystyle 0\leq k\leq n} die (Multi-)Menge der Persistenzintervalle {\displaystyle \left[i,j\right)} von Homologieklassen {\displaystyle \alpha \in H_{p}(K_{k};\mathbb {Z} /2\mathbb {Z} )} zu.